# Langues zénètes de l'Est
Les langues zénètes de l'Est (Blench, 2006) ou langues berbères de Tunisie et de Zouara (Kossmann, 2013) sont un groupe de langues berbères zénètes parlées en Tunisie et en Libye. 
Maarten Kossmann considère que les variétés du berbère les plus à l'est des langues zénètes sont transitoires vers les langues berbères de l'Est. Elles resteraient néanmoins assez différentes du nefoussi voisin. 
Selon Kossmann, le continuum linguistique des langues berbères de l'Est est composé des variétés parlées en Tunisie continentale (tamazight du Sened - éteint -, tamazight de Matmata et de Tataouine), tamazight de Djerba et Zuwara, mais pas du nefoussi, qu'il considère comme un dialecte berbère de l'Est. 
Avant Kossmann, Roger Blench (2006) considérait le zénète de l'Est comme un Continuum linguistique composé du tamazight du Sened (éteint, y compris Tmagurt), djerbien, de Matmata (Tamezret, Zraoua et Taoujout) et nefoussi. 